# Rudiloria rigida
Rudiloria rigida är en mångfotingart som beskrevs av Shelley 1986. Rudiloria rigida ingår i släktet Rudiloria och familjen Xystodesmidae. Inga underarter finns listade i Catalogue of Life.